# 小貫加恵
小貫 加恵（おぬき かえ〔本名：近藤 瑞恵、旧芸名：小貫 瑞恵、小貫 加惠、小貫 瑞枝、小貫 瑞穂〕、1944年10月28日 - ）は、茨城県水戸市出身の日本の女優。宝井プロジェクト所属。身長156 cm、体重56 cm。血液型はA型。

## 略歴
女郎屋の娘に生まれる。高校卒業後は丸の内で日本舞踊、長唄三味線、茶道、華道などの習い事をすると共にOLとして生活していたが2年で退職。一の宮あつ子に弟子入りし、17年間教えを受け、放映新社を経て現在は宝井プロジェクトに所属している。

## 人物
特技は日本舞踊、気功。

## 出演

### 映画
- 「続・レスビアンの世界 愛撫」（1975年6月4日） - ノブ子 役
- 「不毛地帯」（1976年8月28日）
- 「修羅の群れ」（1984年11月17日）
- 「ぷりてぃ・ウーマン」（2003年5月10日）
- 「禅 ZEN」（2009年1月10日） - 農民 役
- 「チーム・バチスタFINAL ケルベロスの肖像」（2014年3月29日） - 遺族 役
- 「残穢 -住んではいけない部屋-」（2016年1月30日） - 日下部清子 役
- 「太陽の蓋」（2016年7月16日）
- 「秘密 THE TOP SECRET」（2016年8月6日） - 祖母 役
- 「僕らのごはんは明日で待ってる」（2017年1月7日）
- 「愚行録」（2017年2月18日）
- 「神さまの轍-CHECKPOINT OF THE LIFE-」（2018年3月17日） - 谷口千沙子 役
- 「妖怪大戦争 ガーディアンズ」（2021年8月13日） - 姥火 役

### 短編映画
- 「東映 presents HKT48×48人の映画監督たち」（2017年）

### テレビドラマ
- 「特別機動捜査隊」（テレビ朝日）
  - 第564話「男がつぶやく子守唄」（1972年8月23日） - 時子 役
  - 第575話「真実への出発」（1972年11月8日） - 明美 役
  - 第591話「失われた乳房」（1973年2月28日） - 看護婦 役
  - 第593話「魔性の女」（1973年3月14日） - 八重 役
  - 第620話「ある恐怖の記録 やさしい女」（1973年9月19日） - 芸者 役
  - 第626話「女のみち」（1973年10月31日） - 鳴瀬 役
  - 第631話「大爆発」（1973年12月5日） - 朱実 役
  - 第634話「豊かなる不幸」（1973年12月26日） - 公子 役
  - 第656話「熱風への復讐」（1974年5月29日） - 看護婦 役
  - 第671話「リルのすべて」（1974年9月11日） - ウエイトレス 役
  - 第698話「欲望という河」（1975年3月26日） - 新子 役
  - 第705話「ドキュメント追跡」（1975年5月14日） - 佳代子 役
  - 第719話「瞼の母が憎い」（1975年8月20日） - 事務員 役
  - 第720話「待っている女」（1975年8月27日） - 早苗 役
  - 第728話「女と祭」（1975年10月22日） - 品子 役
  - 第739話「あの子が危ない」（1976年1月14日） - 百合子 役
  - 第750話「家出の季節」（1976年3月31日） - みどり 役
- 「太陽にほえろ!」（日本テレビ）
  - 第39話「帰って来た裏切者」（1973年4月13日）
  - 第73話「真夜中に愛の歌を」（1973年12月7日）
- 「伝七捕物帳」（日本テレビ）
  - 第107話「裏通りの鼠たち」（1976年3月30日）
  - 第114話「鳩笛怨み唄」（1976年7月13日）
  - 第115話「道祖神は何を見た」（1976年7月27日）
  - 第131話「かりそめの愛のかたみ」（1976年12月21日）
  - 第136話「孝心 涙の力石」（1977年1月25日）
  - 第144話「男一匹度胸が御座る」（1977年3月22日）
  - 第157話「	恋の掛け橋情の涙」（1977年9月6日）
  - 第158話「寄り合う肩に情の十手」（1977年9月20日）
- 「気まぐれ天使」第3話・第28話（1976年10月20日・1977年4月20日、日本テレビ）
- 連続テレビ小説（NHK）
  - 「おしん」第170話 - 第172話（1983年10月25日 - 10月27日） - 女 役
  - 「君の名は」第58話・第106話（1991年6月6日・8月1日） - 安田夫人 役
- 大河ドラマ「徳川家康」最終話（1983年12月18日、NHK） - 乳母 役
- 土曜ワイド劇場（テレビ朝日）
  - 「法医学教室の事件ファイル」
    - 第4作「バラバラ死体が無実の証拠に!? 女医が信じた殺人犯」（1996年5月11日） - マンション管理人 役
    - 第12作「呪いの文字を全身に書かれた死体！連続殺人の謎をめぐる女医VS人気女占い師の対決」（2000年7月1日） - 西埼玉病院婦長 役

  - 「車椅子の弁護士・水島威」
    - 第4作「ふたりの夫を殺した女! 敏腕おんな検事が、結婚詐欺師の罠にハマった…!?」（1997年12月20日） - 水田 役
    - 第7作「婚約者に殺された女? ホームページに絶対アリバイ… 逆転無罪の真相に迫る女検事に危険な罠が？」（1999年12月25日）
    - 第8作「死体の口からダイヤモンドが! 同時刻に2つの殺人? 疑惑の美人デザイナー昼と夜の顔」（2001年6月30日）

  - 「新・女弁護士 朝吹里矢子」第6作（1999年3月13日）
  - 「検事・朝日奈耀子」第15作（2014年5月24日） - 道案内をしたお婆ちゃん 役
  - 「おかしな刑事」第11作（2014年6月7日） - 新田芳江 役[5]
- 「はぐれ刑事純情派」（テレビ朝日）
  - 「はぐれ刑事純情派 第9シリーズ」第18話（1996年8月7日）
  - 「はぐれ刑事純情派 第12シリーズ」第12話（1999年6月16日）
  - 「はぐれ刑事純情派 第16シリーズ」第16話（2003年7月23日）
- 火曜サスペンス劇場「刑事・鬼貫八郎」（日本テレビ）
  - 第6作「十六年目の殺人」（1996年8月13日） - 家政婦 役
  - 第9作「沈黙の函」（1999年4月27日） - オークション参加者 役
- 「さしすせそ!?」第14話（1997年11月20日、TBS）
- 「P.A.」第6話（1998年11月21日、日本テレビ）
- 月曜ドラマスペシャル「実演販売人轟安二郎」（2000年6月25日、TBS）[6]
- 「HERO」特別編（2006年7月3日、フジテレビ） - 村上の母 役
- 「サプリ」第6話（2006年8月14日、フジテレビ）
- 「任侠ヘルパー」第1話 - 最終話・スペシャル（2009年7月9日 - 9月17日・2011年1月9日、フジテレビ） - 野口秀子 役
- 「小公女セイラ」最終話（2009年12月19日、TBS） - シスター 役
- 「ブラッディ・マンデイ Season2」第1話（2010年1月23日、TBS） - 乗客 役
- 「トラブルマン」第1話（2010年4月9日、テレビ東京）
- 「ジョーカー 許されざる捜査官」第2話・特別編（2010年7月20日・9月21日、フジテレビ） - 高原スズエ 役
- 「フリーター、家を買う。」第7話（2010年11月30日、フジテレビ） - 西本和彦に相談していた女性 役
- 「華和家の四姉妹」第5話（2011年8月7日、TBS） - 老人 役
- 「最高の人生の終り方〜エンディングプランナー〜」第1話（2012年1月12日、TBS）
- 「白戸修の事件簿」第7話・第8話（2012年3月9日・3月16日、TBS）
- 水曜ミステリー9（テレビ東京）
  - 「偽証法廷」（2012年4月4日） - 住人 役
  - 「嘘の証明 犯罪心理分析官・梶原圭子」第3作（2013年10月23日） - ヨネ 役
  - 「トカゲの女 警視庁特殊犯罪バイク班」第2作（2015年8月12日） - 工藤加代 役
- 「たぶらかし-代行女優業・マキ-」第4話（2012年4月26日、日本テレビ） - 金井恵子 役
- 「ビューティフルレイン」第2話（2012年7月8日、フジテレビ）
- 月曜ゴールデン「船上パーサー 氷室夏子 豪華フェリー殺人事件」（2012年8月6日、TBS）
- 「ドラゴン青年団」第3話（2012年8月15日、TBS） - 光山小学校元音楽教師 役
- 「警視庁捜査一課9係 season7」第9話（2012年8月29日、テレビ朝日）
- 「ドロクター～ある日、ボクは村でたった一人の医者になった」後編（2012年9月23日、NHK BSプレミアム）
- 「遅咲きのヒマワリ〜ボクの人生、リニューアル〜」第1話 - 第3話・第5話・最終話（2012年10月23日 - 11月6日・11月20日・12月25日、フジテレビ） - 井上幸子 役
- 「イロドリヒムラ」第4話（2012年11月5日、TBS） - 小林キヨコ 役
- 「ガールズトーク〜十人のシスターたち〜」第17話・第18話・第21話（2013年1月29日・2月5日・2月26日、テレビ朝日） - 金の江原 役
- 世にも奇妙な物語（フジテレビ）
  - 「石油が出た」（2013年5月11日） - 老婆 役
  - 「墓友」（2014年4月5日） - 老婦人 役
  - 「ソロキャンプ」（2019年11月9日） - 老女 役[7]
  - 「アップデート家族」（2020年11月14日） - 祖母 役[8]
- 「でたらめヒーロー」第7話（2013年5月16日、日本テレビ） - 老婆 役
- 「 ぴんとこな」第4話（2013年8月8日、TBS） - 千代 役
- 「SMOKING GUN〜決定的証拠〜」第5話（2014年5月7日、フジテレビ）
- 「孤独のグルメ」Season4 第3話（2014年7月23日、テレビ東京） - 大女将 役
- 「ママとパパが生きる理由。」第1話・第2話・最終話（2014年11月20日・11月27日・12月18日、TBS）
- 「残念な夫。」第1話（2015年1月14日、フジテレビ）
- 「ゲームの規則」後編（2015年1月17日、テレビ朝日）
- 「いつかこの恋を思い出してきっと泣いてしまう」第2話・第3話（2016年1月25日・2月1日、フジテレビ）
- 「最後の贈り物」（2016年5月3日、NHK）
- 「早子先生、結婚するって本当ですか?」第6話（2016年5月26日、フジテレビ）
- 「重版出来!」第8話（2016年5月31日、TBS）
- 「ドラマスペシャル 狙撃」（2016年10月2日、テレビ朝日） - 上月涼子の祖母 役
- 「逃げるは恥だが役に立つ」第7話（2016年11月22日、TBS） - 田中多恵子 役
- 「豆腐プロレス」第3話（2017年2月5日、テレビ朝日） - アリゲート流司の住むアパート住人 役
- 「4号警備」第4話（2017年4月29日、NHK）
- 「女囚セブン」第5話（2017年5月19日、テレビ朝日） - うめの義姉 役
- 「きみはペット」第14話（2017年6月5日、フジテレビ）
- 「ハロー張りネズミ」第2話・第3話（2017年7月21日・7月28日、TBS） - 仲井節子 役
- 月曜名作劇場「オバチャン保険調査員 赤宮楓のマル秘事件簿」（2017年8月21日、TBS） - 大谷 役
- 「あいの結婚相談所」最終話（2017年9月1日、テレビ朝日）
- 「新宿セブン」第3話（2017年10月28日、テレビ東京）
- 「ユニバーサル広告社〜あなたの人生、売り込みます!〜」第3話（2017年11月3日、テレビ東京） - おばあちゃん 役
- 「咲-Saki-」（2017年12月12日、TBS） - 鷺森公子 役
- 「白日の鴉」第1作・第2作（2018年1月11日・2020年5月10日、テレビ朝日） - 田上絹代 役
- 「いつまでも白い羽根」第2話（2018年4月14日、フジテレビ）
- 「絶対零度〜未然犯罪潜入捜査〜」第4話（2018年7月30日、フジテレビ） - 大家 役
- 「GIVER 復讐の贈与者」第5話（2018年8月11日、テレビ東京） - 鈴原多恵 役
- 「イアリー 見えない顔」第5話（2018年9月1日、WOWOW）
- 「クリスマス☆ゼロ」（2018年12月24日、日本テレビ）
- 「日本ボロ宿紀行」第6話（2019年3月2日、テレビ東京） - 「犬若」女将 役[9]
- 「あなたの番です」第4話（2019年5月5日、日本テレビ） - 知人 役
- 「スカム」第2話・最終話（2019年7月10日・8月28日、TBS） - 東病院の患者 役
- 「Heaven? 〜ご苦楽レストラン〜」第2話（2019年7月16日、TBS）
- 「サギデカ」最終話（2019年9月28日、NHK） - 老女 役
- 「決してマネしないでください。」第2話（2019年11月2日、NHK）[10]
- 「SEDAI WARS」第1話・最終話（2020年1月8日・2月19日、TBS） - 重い荷物を持った老女 役[11]
- 「病室で念仏を唱えないでください」第1話・第2話・第8話（2020年1月17日・1月24日・3月6日、TBS） - 患者 役[12]
- 「捜査会議はリビングで おかわり!」第4話（2020年2月23日、NHK BSプレミアム） - お婆さん 役[13]
- 「絶メシロード Season1」第7話（2020年3月7日、テレビ東京） - 客 役[14]
- 「アンサング・シンデレラ 病院薬剤師の処方箋」第6話（2020年8月20日、フジテレビ） - 神戸 役[15]
- 「キワドい2人-K2-池袋署刑事課 神崎・黒木」第1話（2020年9月11日、TBS） - おばあさん 役
- 「七人の秘書」第4話（2020年11月12日、テレビ朝日） - 多田節子 役[16]
- 「にじいろカルテ」第2話（2021年1月28日、テレビ朝日） - 犬塚のおばあちゃん 役[17]
- 「17才の帝国」第4話・最終話（2022年5月28日・6月4日） - 茶川キヨ 役[18][19][20]

### 特撮
- ウルトラシリーズ「ウルトラマンデッカー」第6話（2022年8月20日、テレビ東京） - 老婦人 役[21]

### 配信ドラマ
- 「AKBホラーナイト アドレナリンの夜」第12話（2015年11月12日、ビデオパス） - もえの祖母 役
- 「フジコ」最終話（2015年11月13日、Hulu）
- 「闇部 - REAL -」第2話（2022年3月11日、ひかりTV）[22]

### バラエティ
- 「ドラマナビヤ～ドラマからクイズが出題！新スタイルのクイズバラエティー～」（2013年1月26日、NHK）

### 再現
- 「Mr.サンデー」（2014年10月12日、フジテレビ）
- 「痛快TV スカッとジャパン」（フジテレビ）
  - 第13回（2015年3月2日）
  - 第25回（2015年7月20日）
  - 第50回（2016年3月14日）
  - 第78回（2017年1月16日）
  - 第145回（2018年11月5日）
  - 第181回「見事な機転で解決スカッと」（2019年10月21日） - バスの乗客 役
  - 第219回「悪いと思った方に言ってやったスカッと」（2020年10月12日） - コインランドリーの客 役
  - 第227回「あっという間にスカッと」（2021年1月11日） - 銀行の客 役
  - 第233回「あっという間スカッと」（2021年3月1日） - カフェの客 役[23]
  - 第253回「ウソみたいなホントの話」（2021年11月1日） - 佐伯まり子（声） 役[24]